# Kermabrissoides siculum
Kermabrissoides siculum is een zee-egel uit de familie Palaeotropidae.
De wetenschappelijke naam van de soort werd in 1990 gepubliceerd door Alan N. Baker & Francis Rowe.